# Odontogriphus omalus
L’odontogrifo (Odontogriphus omalus) è un enigmatico animale marino estinto, vissuto nel Cambriano medio (circa 505 milioni di anni fa). I suoi resti fossili sono stati ritrovati in Canada, nel famoso giacimento di Burgess Shales.

## Descrizione
Di questo animale, fino al 2006, si conosceva solo un esemplare dotato di parte e controparte, scoperto negli anni '10 da Charles Doolittle Walcott ma non riconosciuto fino al 1976, quando Simon Conway Morris lo descrisse per la prima volta. Il corpo di questo misterioso animale non era ben conservato, ma le poche strutture riconoscibili non assomigliavano a quelle di alcun altro animale noto. L'odontogrifo era piatto, allungato e di forma ovale, lungo poco più di sei centimetri e dal corpo attraversato da linee parallele trasversali; si presume che queste linee costituissero anulazioni, e non veri e propri segmenti.
Nella parte frontale del corpo, in quello che si potrebbe definire il “capo”, sono presenti due strutture descritte come “palpi”, forse organi sensoriali, in ogni caso depressioni formate da sei strati laminari di tessuto. Poco più avanti, sulla linea mediana, è presente un organo bizzarro, che forse costituiva la bocca dell'animale. La struttura era a forma di “U” rovesciata, ed era circondata da venticinque minuscoli coni appuntiti, lunghi meno di mezzo millimetro. Dal momento che questi dentelli erano troppo piccoli e fragili per assolvere una funzione predatoria di qualche tipo, Conway Morris ipotizzò che potessero essere un sostegno per la base di tentacoli intorno alla bocca, con i quali forse l'animale raccoglieva il cibo.

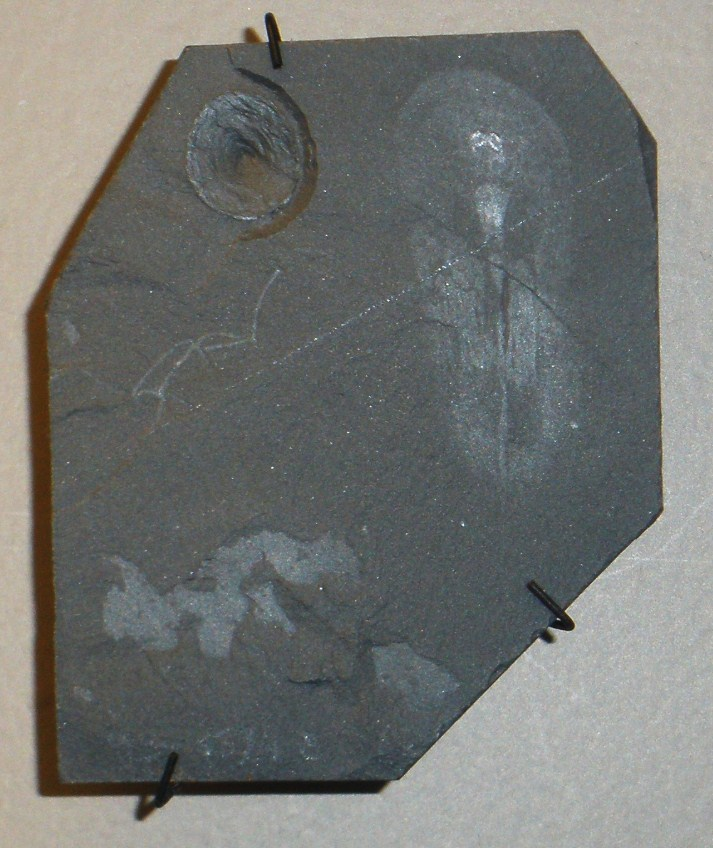
Fossile di Odontogriphus

## L'“enigma dentato”
Se l'animale avesse posseduto tentacoli, la struttura sarebbe stata molto simile a un lofoforo, un apparato boccale condiviso da vari phyla moderni; in ogni caso, nessun moderno lofoforo presenta denti interni che sostengano questi tentacoli, e l'odontogrifo non è stato ascritto ad alcun gruppo noto. Il nome stesso, Odontogriphus, deriva dal greco e significa “enigma dentato”.
Al momento della descrizione, Conway Morris ritenne che la struttura dentata assomigliasse molto ai cosiddetti conodonti, all'epoca noti per singoli misteriosi elementi simili a denti e dalla grande varietà di forme, rinvenuti in strati che andavano dal Cambriano al Triassico. Con la scoperta di Odontogriphus, per un certo periodo, si ritenne di aver scoperto il misterioso possessore di tali strutture. In realtà l'animale conodonte (Clydagnathus) venne poi scoperto, ma non assomigliava in alcun modo all’Odontogriphus. L' “enigma dentato”, quindi, rimaneva ancora tale.

## Un nuotatore libero senza pinne?
Il giacimento di Burgess si è formato grazie a una frana sottomarina che travolse un gran numero di animali di fondale, trascinandoli in un ambiente anossico dove vennero ricoperti dai sedimenti. Data l'estrema rarità di Odontogriphus nella documentazione fossile, si è pensato che questo animale fosse un nuotatore libero, che viveva nella colonna d'acqua esattamente al di sopra del fondo marino. L'esemplare potrebbe essere stato accidentalmente travolto dal fango. In ogni caso, il corpo dell'animale sembrerebbe essere privo di una qualunque struttura simile a una pinna o a un arto, e quasi tutti i nuotatori liberi del mare di Burgess erano dotati di pinne.

## Nuove scoperte
Il dibattito riguardante la classificazione dell'animale è proseguito nel corso degli anni: un'ipotesi affascinante è quella di Jerzy Dzik, che ha visto nell'odontogrifo un antichissimo cordato.
Nel 2006 un team capitanato da Jean-Bernard Caron hanno reso pubblica la scoperta di numerosi altri esemplari di Odontogriphus, alcuni dei quali eccezionalmente conservati. Questi reperti mostrano la presenza di strutture simili a branchie e, soprattutto, la presenza di una radula, una struttura costituita da file di piccole protuberanze simili a denti. La radula è un carattere distintivo dei molluschi e quindi si è supposto che Odontogriphus appartenesse a questo phylum. Se ciò fosse vero, l'odontogrifo sarebbe uno dei più antichi molluschi a corpo molle noti, dopo Kimberella del Precambriano superiore.
Secondo il team di Caron, l'odontogrifo non nuotava liberamente, ma strisciava sul fondo cibandosi di batteri, che grattava dal substrato grazie alla radula; è tuttavia possibile che l'animale potesse nuotare per fuggire dai predatori o trovare nuove fonti di cibo.

## Un mollusco primitivo?
Si è inoltre ipotizzato che l'odontogrifo e un altro “proto – mollusco” di Burgess Shales, Wiwaxia, fossero strettamente imparentati dal momento che entrambi possedevano una radula simile. I due animali potrebbero essere derivati da organismi ancora più antichi come Kimberella e l'intero phylum dei molluschi potrebbe quindi aver avuto origine nel Precambriano.
Secondo Nicholas Butterfield, invece, il team di Caron avrebbe erroneamente identificato le strutture come radule, e l'odontogrifo sarebbe un verme segmentato, appartenente al superphylum Lophotrochozoa. Il dibattito è ancora in essere, e sembra che l'“enigma dentato” tenga ancora fede al suo soprannome.